# Pedro Luis Ronchino
Pedro Luis Ronchino SDB (Rosário, 18 de junho de 1928 - Córdoba, 1 de julho de 2020) foi um capelão argentino e bispo católico romano de Comodoro Rivadavia.
Pedro Luis Ronchino, filho de imigrantes italianos, ingressou na Ordem Salesiana de Dom Bosco em 1937 no Collegio San Giuseppe di Rosario. Emitiu a profissão em 30 de janeiro de 1951 na obra salesiana "La Trinidad" de Ferré (Buenos Aires) e recebeu a formação teológica na Clemente Villada de Córdoba. Em 1º de agosto de 1954 foi ordenado sacerdote pelo arcebispo Ramón José Castellano. Concluiu o doutorado filosófico na Pontifícia Universidade Salesiana "Rebaudengo" de Turim.
Em 1958 voltou à Argentina e em 1966 tornou-se Diretor dos Estudos Teológicos em Villada e dois anos depois do Pós-Noviço Michele Rua. Em 1968 foi nomeado Reitor da Pontifícia Universidade Salesiana de Roma e em 1975 retornou à Argentina e tornou-se Vigário Geral da Diocese de Comodoro Rivadavia. Após a morte de Dom Argimiro Daniel Moure Piñeiro SDB, foi administrador diocesano em Comodoro Rivadavia em 1992|93.
Em 30 de janeiro de 1993, o Papa João Paulo II o nomeou Bispo de Comodoro Rivadavia. O Arcebispo de Buenos Aires, Cardeal Antonio Quarracino, o consagrou em 19 de março do mesmo ano; Os co-consagrantes foram Rómulo García, Arcebispo de Bahía Blanca, e Jorge Arturo Meinvielle SDB, Bispo de Concepción. Seu lema episcopal era "Oh María, Madre mía". Em 19 de fevereiro de 2005, o Papa João Paulo II aceitou sua aposentadoria.